# ماسيغو (موسيقي)
ميكا ديفيس (من مواليد 8 يونيو 1993) ، والمعروف باسم ماسيغو، هو موسيقي ومغني جامايكي أمريكي معروف بدمج الساكسفون في موسيقاه. في 2018، أصدر ألبومه الأول Lady Lady . 

## النشأة
وُلد ميكا ديفيس لأب جامايكي وأم أميركية من أصل أفريقي. كان والده في القوات الجوية الأمريكية وكانت والدته رائدة أعمال. كان كل من والدته وأبيه قساوسة ونشأ في منزل مسيحي غير طائفي. قادت الرحلات العسكرية عائلته في النهاية إلى فيرجينيا. في سن مبكرة ، أصبحت الطبول أول آلة تعلم العزف عليها بدون دروس رسمية. تحدث ديفيس عن تعلمه العزف على البيانو والساكس وآلات الطبول المختلفة. في المدرسة الثانوية ، تبنى ديفيس اسم ماسيغو حيث تم إعطاؤه له كاسم كنيسة وليس له علاقة بجنوب إفريقيا. التحق ديفيس بجامعة أولد دومينيون في نورفولك بولاية فرجينيا قبل مغادرته للتركيز فقط على مسيرته الموسيقية.  

## روابط خارجية
- الموقع الرسمي